# スクエアプッシャー
スクエアプッシャー (Squarepusher) のアーティスト名義で知られるトーマス・ジェンキンソン (Thomas Jenkinson) は、イギリスのミュージシャン、音楽家、作曲家、ベーシスト。
エイフェックス・ツイン、μ-Ziq、ルーク・バイバートらと共に「コーンウォール一派」と分類される。同じく、ミュージシャンとして活動するCeephaxは実弟。

## 経歴
ジャズドラマーであった父の影響を受け（後に詐称していたことを認める）、小さいころから音楽活動に親しむ。10歳のころにクラシックギター、アコースティックギターを手に入れ、11歳からベースギターと電子機器を使用し、手にできたあらゆる機材（テープレコーダーやエフェクトペダル等）を用い、実験的な録音を楽しんでいた。12歳でスラッシュメタルのバンドに加入し、様々な音楽を聴く中、偶然手にしたウェザー・リポートの『Heavy Weather』に出会い、ジャコ・パストリアスを知る。スクエアプッシャーとしての活動は1994年から開始した。
1996年にリフレックス・レコーズ、1997年にワープ・レコーズからアルバムをリリースしたことで一気にシーンの中心アーティストとなった。1990年代後半の機材編成はBOSS DR-660,Roland SH-101,ROLAND TR-707,AKAI S-950,オープンリール式アナログテープレコーダなど、旧式かつ廉価な機材で構築されており、作品の緻密な打ち込みとのギャップが話題を呼んだ。本人が意図した結果かどうかは定かではないが、旧式な機材編成による粗く太い音質がジャズ的,フュージョン的な音楽性と調和するとして好評でもあった。また、ROLAND TB-303も好んで使用しており、初期の作品ではドラムンベース的要素と共にアシッドハウス的な側面も強く現れていた。最も初期の作品はChaos A.D.名義でアルバム『Buzz Caner』にまとめられている。このアルバムのジャケットに用いられている写真に写る長髪の男性はトム本人ではなく、彼の実の弟アンディ・ジェンキンソン (Andy Jenkinson) であるとされている。彼もCEEPHAX等の名義で音楽活動を行っており、こちらはさらにアシッド方面に傾倒したプロジェクトで、ライブではハーモニカや拡声器、マイクパフォーマンスなどを絡め、兄以上の狂乱的アシッドサウンドを展開している。
一時期、フリー・ジャズへのアプローチを強め、打ち込みによる作曲をやめていたが、1999年発表の『Selection Sixteen』を機会に打ち込みを復活。初期のころから使ってきた古くチープな機材群は「できることはすべてやり尽くした」として、このアルバムを最後に使用されなくなり、パーソナル・コンピュータを用いた作曲へと移行していく。作曲環境の変化からか、アルバム『Go Plastic』以降はエレキベースを演奏しなくなり、ライブにおいてもラップトップを中核に据えたシステムで演奏を行っていたが、2004年発表の『Ultravisitor』ではエレキベースの演奏が復活した。2008年に発表したアルバム『Just a Souvenir』では、エレキ・ギターを多用するなど、ロックへのアプローチを試みている。
デビュー当時は4弦ベースを使用、現在は6弦ベースも使用している。そのほか、クラシック・ギターやドラム、シンセサイザー、シロフォンなども自分で演奏して作曲しているが、ライブで演奏するのはベースのみである。今日ではベーシストとしての評価も高まってきており、他のジャズミュージシャンなどとの共演も増えてきている。
初来日は1997年。東京新宿のLIQUIDROOMでライブを行った。ブートレグとして残っているこの時の音源は最も古い時期のライブ音源のひとつといえる。来日のもうひとつの目的であったフジロック・フェスティバルでのアクトは台風のためキャンセルされた。（因みに、フジロック・フェスティバルには2001年に出演。最終日にホワイトステージで演奏している）。2004年にはUltravisitorのリリースに伴い、大阪・名古屋・東京でライブを行う。このライブにはジェイミー・リデルやルーク・バイバートも参加した。
Ableton Live等のDAWの使用を表現能力の制約を理由に好んでおらず、2000年代後半以降はソフトウェアを独自に作成して音楽制作に使用している。

## その他
- 2001年、突然失踪したことがある。その際に予定されていたアメリカツアーは全てキャンセルされた。
- レディオヘッドのトム・ヨークは、スクエアプッシャーを「ポップ・ミュージックの世界とは違い、今日の音楽界における真の挑戦は彼のようなアーティストが負っている。」と評した。

## 機材
彼は2000年までの作品をBOSS DR-660 ドラムマシンでシークエンスしている。
また、彼の電子音楽には、キング・タビー-スタイルのスプリングリバーブや、AKAIのサンプラー（初期はS950、後期はS6000）、Roland SH-101、Roland TB-303、オープンリールのテープレコーダー等のハードウェアが使用されている。
2000年頃に、彼はデジタルプロセッシングするためにコンピュータとReaktor、そしてEventide Orvilleを購入している。
オフィシャルサイトの機材リストによると、下に書かれた機材を所有している。
| 「 | Bass guitars: Music Man / Rickenbacker 4001 / Custom built 6 strings. Guitars: Classical and Baritone classical / custom electric guitar. Software: Reaktor using only home made algorithms. Electronic Hardware: Eventide "Orville" + "DSP4000" using only homemade algorithms/ Yamaha sequencer / 16 track tape machine / MackieDesk / Sine wave generator / Roland SH101 / Octave "Cat" synth / AKG414 mics / Home made + AKG analogue reverb units / DAT recorder. Percussion: Ludwig drum kit / Balinese percussion / xylophone. Other: some wires, mains leads, a room to put it all in, cooperative neighbors, etc. | 」 |

この他に彼は、Fender, Ernie Ball, そしてWarwickのベースを演奏するということも知られている。
Ufabulumは、生楽器が一切使われない"purely electronic"で作られている。ライブの機材セットアップでは、サウンドシークエンスに接続された巨大LEDディスプレイが特徴となっている。

## ディスコグラフィ

### アルバム
- Feed Me Weird Things （1996年）
- Hard Normal Daddy （1997年）
- Big Loada （1997年）
- Burningn'n Tree （1997年）
- Music Is Rotted One Note （1998年）
- Budakhan Mindphone （1999年）
- Selection Sixteen （1999年）
- Go Plastic （2001年）
- Do You Know Squarepusher （2002年）
- Ultravisitor （2004年）
- Hello Everything （2006年）
- Just a Souvenir （2008年）
- Solo Electric Bass 1 （2009年）
- Shobaleader One: d'Demonstrator （2010年）（Squarepusher presents: Shobaleader One名義）
- Ufabulum (2012年)
- Damogen Furies （2015年）
- Be Up A Hello（2020年）
- Dostrotime（2024年）

### シングル
- Conumber （1995年）
- Squarepusher Plays... （1996年）
- Port Rhombus EP （1996年）
- Vic Acid （1997年）
- Maximum Priest E.P. （1999年）
- My Red Hot Car （2001年）
- Untitled （2001年）
- Ultravisitor （2003年）
- Square Window (Ultravisitor Promo) （2004年）
- Venus No. 17 （2004年）
- Hanningfield Window （2006年）
- Welcome to Europe （2006年）
- Exciton （2006年）
- Numbers Lucent （2009年）
- Shobaleader One: Cryptic Motion （2010年）
- KCRW Session （2012年）
- Enstrobia （2013年）
- Music For Robots （2014年）
- Rayc Fire 2（2015年）
- Stor Eiglass （2015年）
- Vortrack （2020年）
- Nervelevers （2020年）
- Lamental EP （2020年）
- Wendorlan （2024年）

### 他名義
- Stereotype （1994年） : Tom Jenkinson名義シングル
- Crot （1994年） : Tom Jenkinson名義シングル
- Alroy Road Tracks （1995年） : The Duke of Harringay名義アルバム
- Bubble & Squeak （1996年） : Tom Jenkinson名義シングル
- Dragon Disk 2 （1996年） : Tom Jenkinson名義シングル
- Remixes 12'' （1998年） : Chaos A.D.名義シングル
- Buzz Caner （1998年） : Chaos A.D.名義アルバム